# Algorytm MRP
Algorytm MRP to zaawansowany algorytm służący do obliczenia szczegółowego planu produkcji na podstawie MPS (Harmonogramu głównego produkcji) zgodnie ze strukturami konstrukcyjnymi poszczególnych elementów wchodzących w skład MPS i ich marszrutami technologicznymi przy dodatkowym uwzględnieniu innych parametrów takich jak np. kalendarze czasu pracy stanowisk produkcyjnych.
Algorytm MRP stanowi jeden z najważniejszych elementów systemów klasy MRP II i ERP.
W uproszczeniu można powiedzieć, że na algorytm MRP składa się wykonanie dla każdego indeksu lub operacji technologicznej następujących obliczeń:
1. Przeliczenie potrzeb brutto (PB) na podstawie danych z MPS i planowanych uruchomień indeksów wyżej położonych w strukturze konstrukcyjnej
2. Przeliczenie potrzeb netto (PN) na podstawie PB i informacji o planowanym stanie zapasów (na który wpływają planowane przyjęcia)
3. Ustalenie wielkości oraz terminów rozpoczęcia i zakończenia poszczególnych uruchomień produkcji na podstawie zadanych parametrów dot. sposobu partiowania produkcji w taki sposób aby zaspokoić dodatnie PN.